# Sion (borg)
 For alternative betydninger, se Sverresborg. (Se også artikler, som begynder med Sverresborg)
 For alternative betydninger, se Sion (flertydig). (Se også artikler, som begynder med Sion)
Sion, Zion eller Sverresborg var en borg i Nidaros. Borgen blev opført på et højdedrag vest for byen af kong Sverre Sigurdsson for at forsvare Nidaros (i dag Trondheim) mod fjendtlige angreb. Navnet siges at komme fra kong Davids borg i Jerusalem, men kan også stamme fra det norske ordet sjon, som betyder vidt udsyn.

## Baggrund - krigen mod Heklungerne
I 1177 ledte Sverre Sigurdsson, som blev konge af Norge i perioden 1184 til 1202, birkebeinerne til Trøndelag, hvor Sverre blev modtaget som konge ved Øretinget i juni måned. Dette var en vigtig symbolsk hændelse siden nye norske konger traditionelt blev valgt ved tinget. Efter dette rejste birkebeinerne længere mod syd og overvintrede i Østerdalen, hvor de næste forår drog tilbage til Trøndelag og begyndte et angreb på byen Nidaros (senere Trondheim). Birkebeinerne tabte slaget og blev tvunget til at flygte sydover indtil de mødte og besejrede regerende konge Magnus Erlingsson og hans hær ved Ringerike. Opildnet af denne sejr drog birkebeinerne nordover til Trøndelag igen og forblev i Nidaros i vinteren 1178.
I foråret 1179 ankom Magnus Erlingsson med sin hær, og slaget mellem Magnus og Sverre stod 19. juni i det som i dag er kendt som slaget på Kalvskinnet. Sverre Sigurdsson vandt slaget med klar margin og strammede dermed sit greb om Trøndelag.
Magnus Erlingsson og hans heklunger angreb Trøndelag igen i foråret 1180. Sverre Sigurdsson holdt Trøndelag fra Nidaros, som på den tiden var beskyttet af en træpalisader som strakte sig fra Nidelven til fjorden over halsen af halvøen ved Ila, som forbinder byen med resten af fastlandet. I slaget på Ilevollene måtte Magnus Erlingsson og heklungerne igen se sig slået.
De to styrker mødtes igen tidligt i 1181 i slaget på Nordnes, hvilket som resulterede i en mindre sejr til Sverre Sigurdsson, men Magnus Erlingsson udnyttede siden det faktum at Sverre var borte fra Trøndelag til at overfalde og nedbrænde birkebeinernes flåde. Sverre Sigurdsson blev derfor tvunget til at returnere med fare for at risikere at miste sit eneste sikre fodfeste. I sommeren 1182 gjorde Magnus Erlingsson et forsøg på at tage Nidaros ved belejring, men blev drevet tilbage med store tab da birkebeinerne gik til et overraskende modangreb om natten.

## Opførsel af borgen
Siden der var behov for et sikkert opholdssted, når Sverre Sigurdsson var i Nidaros, blev det bestemt at bygge en uindtagelig borg strategisk placeret over byen. Opførslen af landets første stenborg startede i vinteren 1182-83, som forsvar mod fjenden. Borgen blev bygget af sten og træ oppe på et stejlt fjeld, hvilket gjorde borgen let at forsvare, selv med få mænd. Sten til byggeriet blev hentet 600 meter fra borgen, fra et stenbrud som blev anlagt da opførslen af Nidarosdomen blev påbegyndt. Siden ærkebiskoppen var i eksil i England, var byggeriet af Nidarosdomen gået i stå, og derfor var både murere og stenhuggere ledige til at bygge borgen. Byggeriet af borgen gik derfor hurtigt og allerede til påske i 1183 flyttede Sverre Sigurdsson og hans mænd ind.

### Borgens udseende
Arkæologiske udgravningerne fra 1936 og 37 viste at borgen havde indgang mod syd gennem et kraftig porttårn. På hver side af tårnet lå en stenbygning, det ene hus var højst sandsynlig Kongens hal og kammer. Rundt om resten af fjeldplateauet (50 x 80 meter) var der bygget en solid ringmur. Man går ud fra at der var flere bygninger på plateauet, enten fritstående eller langs ringmuren, bygget i træ og med tørvetag.

## Krigen mod baglerne
Søslaget ved Fimreite i 1184 blev det endelige slaget mellem birkebeinerne og heklungerne. Magnus Erlingsson druknede, og Sverre Sigurdsson blev efter seks år med kampe den nye konge af Norge. Alligevel varede freden ikke længe, for i 1188 blev Nidaros igen angrebet mens kong Sverres mænd gæstede byen. Hans modstandere, kuvlungene, stormede ind i byen, hvilket som resulterede i et blodbad og ødelæggelse af blandt andet kong Sverres borg, som blev røvet for alt gods, revet ned og afbrændt før angriberne forlod byen. Borgen blev siden genopbygget af birkebeinerne mellem 1190 og 1194, men ødelagt på ny af baglerne i 1197.

## Borgens videre skæbne
Man ved ikke med sikkerhed, hvornår borgen blev genopbygget, men ifølge Sverresagaen skulle borgen været blevet genopført omkring 1198. Sverre Sigurdsson døde for øvrigt i Bergen den 8. marts 1202, og det sidste man hører om Sverresborg er, at borgen først blev genopbygget af hans sønnesøn kong Håkon Håkonsson, før han i 1263 lod borgmurerne rive ned, fordi den var forfaldet i den fredstid som havde fulgt genopbygningen, og at den ikke længere havde nogen større betydning.
Ikke før i 1909 blev det foretaget arbejde rundt om borgen med det formål for at oprette et folkemuseum. Dette museum blev officielt grundlagt i 1913 under navnet Trøndelag Folkemuseum.
I følge sagaen om krigen mod baglerne i 1197 skal en død birkebeiner være blevet kastet ned i brønden på fæstningen med det formål at forgifte drikkevandet, altså en tidlig form for biologisk krigsførelse. Under udgravningerne som blev ledet af arkitekt Gerhard Fischer og som foregik mellem 1936 og 1937, blev der fundet et skelet under en sten nede i brønden som ikke blev fjernet af arkæologerne.
Klippen og plateauet hvor borgen blev bygget var også strategisk vigtige under 2. verdenskrig, da den blev befæstet af tyskerne.